# Rajd Barum 2012
Rajd Barum 2012 (42. Barum Czech Rally Zlín) – 42 edycja rajdu samochodowego Rajdu Barum rozgrywanego w Czechach. Rozgrywany był od 31 sierpnia do 2 września 2012 roku. Bazą rajdu była miejscowość Zlín. Była to ósmą runda Rajdowych Mistrzostw Europy w roku 2012 oraz dziewiątą rundą Intercontinental Rally Challenge w roku 2012. Rajd był zarazem siódmą rundą Rajdowych Mistrzostw Czech. Składał się z 15 odcinków specjalnych.
Rajd został przerwany po 14 oesach, na skutek wypadku na 13 odcinku specjalnym, kiedy to zawodnik gospodarzy Czech Václav Kopáček, na skutek awarii samochodu wypadł z trasy i trzykrotnie rolując uderzył w grupę kibiców. Na skutek tego zdarzenia jeden kibic zmarł na miejscu.

## Zwycięzcy odcinków specjalnych[3]
| Dzień | OS   | Godzina | Nazwa OS      | Dystans  | Zwycięzca         | Czas    | Śr. prędkość | Lider rajdu       |
| ----- | ---- | ------- | ------------- | -------- | ----------------- | ------- | ------------ | ----------------- |
| 1     | SS1  | 21:15   | SSS Zlín      | 9,36 km  | Václav Pech jr.   | 7:38,5  | 73,5 km/h    | Václav Pech jr.   |
| 2     | SS2  | 10:10   | Slušovice 1   | 15,94 km | Juho Hänninen     | 10:41,2 | 89,5 km/h    | Juho Hänninen     |
| 2     | SS3  | 10:43   | Pindula 1     | 18,43 km | Andreas Mikkelsen | 9:52,5  | 112,0 km/h   | Juho Hänninen     |
| 2     | SS4  | 13:10   | Slušovice 2   | 15,94 km | Andreas Mikkelsen | 10:41,8 | 89,4 km/h    | Andreas Mikkelsen |
| 2     | SS5  | 13:43   | Pindula 2     | 18,43 km | Jan Kopecký       | 10:02,4 | 110,1 km/h   | Andreas Mikkelsen |
| 2     | SS6  | 14:41   | Lukov 1       | 11,38 km | Andreas Mikkelsen | 6:51,8  | 99,5 km/h    | Andreas Mikkelsen |
| 2     | SS7  | 15:14   | Tesák 1       | 19,18 km | Jan Kopecký       | 10:01,9 | 114,7 km/h   | Juho Hänninen     |
| 2     | SS8  | 18:07   | Lukov 2       | 11,38 km | Juho Hänninen     | 6:40,0  | 102,4 km/h   | Juho Hänninen     |
| 2     | SS9  | 18:40   | Tesák 2       | 19,18 km | Juho Hänninen     | 9:50,3  | 117,0 km/h   | Juho Hänninen     |
| 3     | SS10 | 08:57   | Halenkovice 1 | 21,40 km | Jan Kopecký       | 11:25,9 | 112,3 km/h   | Juho Hänninen     |
| 3     | SS11 | 09:34   | Kudlovice 1   | 11,42 km | Juho Hänninen     | 6:28,7  | 105,8 km/h   | Juho Hänninen     |
| 3     | SS12 | 10:10   | Maják 1       | 23,38 km | Juho Hänninen     | 12:49,0 | 109,5 km/h   | Juho Hänninen     |
| 3     | SS13 | 11:57   | Halenkovice 2 | 21,40 km | Juho Hänninen     | 11:33,3 | 111,1 km/h   | Juho Hänninen     |
| 3     | SS14 | 12:34   | Kudlovice 2   | 11,42 km | Andreas Mikkelsen | 6:02,8  | 113,3 km/h   | Juho Hänninen     |
| 3     | SS15 | 13:10   | Maják 2       | 23,38 km | Nie rozegrano     |         |              | Juho Hänninen     |

## Klasyfikacja rajdu
| Msc.                         | Kierowca                     | Pilot                        | Samochód                     | Czas                         | Strata                       | Punkty                       |
| Klasyfikacja generalna i ERC | Klasyfikacja generalna i ERC | Klasyfikacja generalna i ERC | Klasyfikacja generalna i ERC | Klasyfikacja generalna i ERC | Klasyfikacja generalna i ERC | Klasyfikacja generalna i ERC |
| ---------------------------- | ---------------------------- | ---------------------------- | ---------------------------- | ---------------------------- | ---------------------------- | ---------------------------- |
| 1.                           | Juho Hänninen                | Mikko Markkula               | Škoda Fabia S2000            | 2:11:28,2                    | 0,0                          | 25                           |
| 2.                           | Roman Kresta                 | Petr Gross                   | Škoda Fabia S2000            | 2:13:11,3                    | +1:43,1                      | 18                           |
| 3.                           | Tomáš Kostka                 | Miroslav Houšť               | Škoda Fabia S2000            | 2:13:20,0                    | +1:51,8                      | 15                           |
| 4.                           | Jaromír Tarabus              | Daniel Trunkát               | Škoda Fabia S2000            | 2:15:39,9                    | +4:11,7                      | 12                           |
| 5.                           | Robert Barrable              | Suart Loudon                 | Škoda Fabia S2000            | 2:16:01,8                    | +4:33,6                      | 10                           |
| 6.                           | Karl Kruuda                  | Martin Järveoja              | Škoda Fabia S2000            | 2:16:31,2                    | +5:03,0                      | 8                            |
| 7.                           | Andreas Aigner               | Ilka Minor                   | Subaru Impreza STi R4        | 2:17:02,8                    | +5:34,6                      | 6                            |
| 8.                           | Andreas Mikkelsen            | Ola Floene                   | Škoda Fabia S2000            | 2:17:04,0                    | +5:35,8                      | 4                            |
| 9.                           | Michał Sołowow               | Maciej Baran                 | Peugeot 207 S2000            | 2:17:46,9                    | +6:18,7                      | 2                            |
| 10.                          | Sepp Wiegand                 | Timo Gottschalk              | Škoda Fabia S2000            | 2:18:50,0                    | +7:21,8                      | 1                            |